# ماكس ديفيس
ماكس ديفيس (بالإنجليزية: Max Davis)‏ هو لاعب كرة قدم نيوزلندي، ولد في 25 يوليو 1950. شارك مع منتخب نيوزيلندا لكرة القدم. أما مع النوادي، فقد لعب مع جيسبورن سيتي ‏.